# Bjørn Brinck-Claussen
Bjørn Brinck-Claussen (ur. 29 stycznia 1942 w Kopenhadze, zm. 16 listopada 2022) – duński szachista, mistrz międzynarodowy od 1986 roku.

## Kariera szachowa
Największe sukcesy w karierze odniósł w latach 60. i 70. XX wieku. Trzykrotnie (w latach 1966, 1970 i 1977) zdobył tytuły indywidualnego mistrza Danii. Pomiędzy 1962 a 1990 sześciokrotnie wystąpił na szachowych olimpiadach, największy indywidualny sukces odnosząc w 1962 w Warnie, gdzie za wynik 9 pkt w 12 partiach na VI szachownicy otrzymał srebrny medal. Poza tym, w latach 1961–1968 reprezentował Danię na drużynowych mistrzostwach świata studentów (najlepszy wynik: 1966, III m.), a w 1983 – na drużynowych mistrzostwach Europy w Płowdiwie, gdzie duńscy szachiści zajęli VII m.. W 1996 zwyciężył (wspólnie z Larsem Schandorffem) w mistrzostwach Kopenhagi.
Wielokrotnie startował w turniejach międzynarodowych, sukcesy odnosząc m.in. w: Hastings (1962/1963, turniej B, dz. I m.), Wijk aan Zee (1971, turniej B, dz. IV m. za Janem Timmanem, Robertem Hartochem i Andrasem Adorjanem, wspólnie z Coenradem Zuidemą), Kopenhadze (1987, turniej Politiken Cup, I m. oraz 1990, turniej K41, dz. I m. wspólnie z Milosem Pavloviciem i Þrösturem Þórhallssonem) oraz w Taastrup (1994, dz. I m. wspólnie z Svendem Hamannem).
Najwyższy ranking w karierze osiągnął 1 lipca 1971, z wynikiem 2425 punktów zajmował wówczas 4. miejsce wśród duńskich szachistów.